# Manfred Pollatz
Erwin Herbert Manfred Pollatz (* 21. Oktober 1886 in Dresden; † 8. September 1964 in Duisburg) war ein deutscher Reformpädagoge, Herausgeber und Übersetzer, Mitglied der deutschen Jahresversammlung der Quäker.

## Familie und Beruf

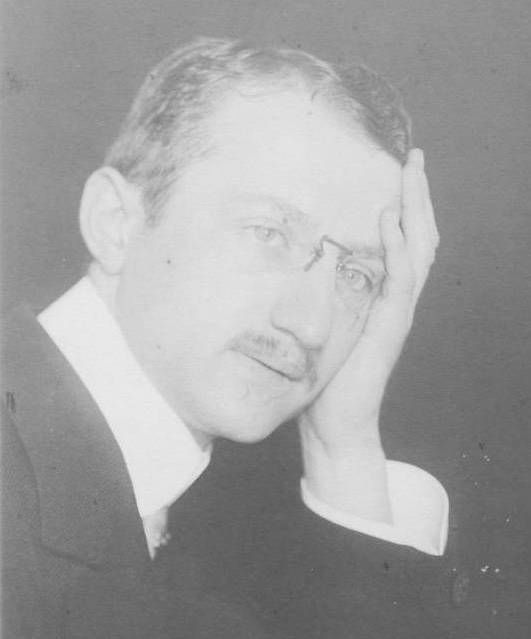
Manfred Pollatz als Student

Manfred Pollatz wurde am 21. Oktober 1886 in Dresden geboren. Er war der Sohn des Hofrats und Leiters einer Militärvorbereitungsanstalt Rudolf Pollatz (15. Januar 1838 bis 5. Juni 1926) und dessen Frau Celestine, geb. Benisch (19. Oktober 1843 bis 16. Dezember 1925), die als Französischlehrerin in der Militärvorbereitungsanstalt mitwirkte. Manfred Pollatz hatte zwei Brüder und vier Schwestern und war der jüngste in der Geschwisterreihe. Nach dem Abitur 1906 in Dresden studierte Manfred Pollatz deutsche Sprache und Literatur, klassische Philologie, Geschichtswissenschaft und Philosophie in Freiburg, Berlin, München und Leipzig, beschäftigte sich aber auch mit Volkswirtschaft und Rechtswissenschaft. Seit dem Wintersemester 1908/09 in Leipzig, beschäftigte er sich bei Karl Lamprecht am Institut für Kultur- und Universalgeschichte in Leipzig insbesondere mit japanischer und amerikanischer Geschichte. 1911 bestand er die Prüfung für das Höhere Lehramt in Geschichte und Deutsch sowie für philosophische Propädeutik, Latein und Griechisch mit Auszeichnung.
Seine Frau Lili Engelsmann (8. November 1883 bis 1. März 1946) lernte Manfred Pollatz an der Leipziger Universität kennen, wo sie als eine der ersten Frauen überhaupt seit 1906 in der philosophischen Fakultät immatrikuliert war. Sie studierte Englisch, Deutsch und Geschichte und legte 1910 in diesen Fächern die Lehramtsprüfung für die 1. Stufe ab. Das Paar, das am 27. Dezember 1915 in Dresden heiratete, hatte insgesamt vier Kinder: Marianne (17. Dezember 1916 bis 24. August 1986), Inge (21. April 1918 bis 1. Dezember 1995), Karl Heinz (geb. 31. Mai 1919, vermisst seit Januar 1945) und Rosemarie (28. April 1922 bis 22. Februar 1986). Die Familie lebte in Klotzsche, einem Kur- und Villenort bei Dresden, der 1950 eingemeindet wurde. Hier war Manfred Pollatz von März 1919 bis Januar 1924 Mitglied der Gemeindevertretung und engagierte sich unter anderem im Fürsorgewesen.
Nach dem Studium war Manfred Pollatz zunächst Lehrer am Carola-Gymnasium in Leipzig und unterrichtete dann am Dresdner Reformrealgymnasium (Wettiner Gymnasium) und am humanistischen Staatsgymnasium in Dresden-Neustadt und ab 1912 gemeinsam mit seiner Frau an der Altstädter Höheren Mädchen- und Frauenschule in Dresden. Ostern 1916 kündigte das Paar gemeinsam den Schuldienst und gründete in Klotzsche eine eigene Wald- und Tagesschule für Jungen und Mädchen, um ihre pädagogischen Reformideen zu verwirklichen. Das dem Arbeitsschulgedanken und der Gemeinschaftserziehung verpflichtete pädagogische Konzept sah neben Freiluftunterricht auch Kurse in Sport, Fremdsprachen, Naturkunde und Handarbeit vor und legte auch großen Wert auf eine künstlerische Erziehung. Auf die Vergabe von Zensuren wurde verzichtet und sozial benachteiligten Kindern wurde eine preiswerte Mittagsmahlzeit angeboten. Die kleine Schule, die von der Unterrichtsbehörde gefördert wurde, entwickelte sich während des Krieges zu einem Unternehmen mit über hundert Schülern, kollidierte aber nach dem Ersten Weltkrieg mit der geänderten Schulgesetzgebung und musste 1920 schließen.
Manfred Pollatz war danach kurzzeitig in der Besoldungsabteilung des Sächsischen Wirtschaftsministeriums in Dresden tätig.
1921 wurde er als Lehrer für Geschichte und Literatur an die neue Sächsische Landesschule Dresden berufen, einer dem Arbeitsschulgedanken verpflichtete Internatsheimschule mit musischer, künstlerischer und handwerklicher Ausbildung, die 1927 einen Neubau in Klotzsche bezog.

## Mitarbeit bei den Quäkern (Deutsche Jahresversammlung)
Manfred und Lili Pollatz traten beide 1929 der Religiösen Gesellschaft der Freunde (Quäker) in Deutschland bei, mit der sie bereits seit Anfang der 1920er Jahre intensiven Kontakt hatten. Die zu diesem Zeitpunkt zwar schon seit einigen Jahren bestehende, aber nur kleine Dresdner Quäkergruppe wurde von Manfred und Lili Pollatz neu strukturiert und zog im Juli 1930 ganz in das Pollatzsche Haus in Klotzsche, das damit nicht nur zum Zentrum des Dresdener Quäkertums wurde, sondern von dem aus auch vielfältige Impulse ausgingen, die das deutsche Quäkertum insgesamt belebten. Wie seine Beiträge in der Monatszeitschrift der deutschen Quäker zeigen kann Manfred Pollatz dabei als einer der bedeutendsten Quäkertheoretiker seiner Zeit angesehen werden. 1931 wurde die Jahresversammlung der deutschen Quäker auf die Initiative des Ehepaares Pollatz hin in der Reformsiedlung Dresden-Hellerau abgehalten. Auf dieser Jahresversammlung wurde ein Ausschuss eingerichtet, der sich mit dem Aufbau einer eigenen Quäkerschule in Deutschland beschäftigen sollte und dem auch Manfred Pollatz angehörte. Angestrebt war eine religiös gegründete Erziehungsgemeinschaft aller sozialen Schichten, die auch Schülern aus anderen Ländern offenstehen sollte. Doch ergaben sich Standort- und Finanzierungsschwierigkeiten, bis der Beginn der nationalsozialistischen Herrschaft in Deutschland diesen Plänen endgültig ein Ende bereitete.
Ab 1931/32 gab das Ehepaar Pollatz die Jugendzeitschrift „Die weiße Feder“ heraus und übernahm 1933 auch die Schriftleitung der Zeitschrift „Der Quäker. Monatshefte der deutschen Freunde“ (bis 1940).

## Kampf gegen den Nationalsozialismus und Emigration
Mit Beginn der Wirtschaftskrise 1929 boten Manfred und Lili Pollatz, die schon während ihres Studiums Unterrichtskurse für Arbeiter und Arbeiterinnen abgehalten hatten, in Zusammenarbeit mit den Gewerkschaften in ihrem Haus Abendkurse für junge Erwerbslose an. Die Kurse wurden polizeilich überwacht, später auch von SA-Posten beobachtet. In den ersten Monaten des Jahres 1933 luden sie Frauen und Kinder von Arbeitern aus Klotzsche, die im Konzentrationslager inhaftiert waren, regelmäßig zum Mittagstisch zu sich nach Hause ein. Am 16. Juli 1933 richtete Manfred Pollatz ein Gesuch an das Ministerium für Volksbildung in Dresden, ihn von seinem Amt als Studienrat an der Landesschule zu entbinden, da er aufgrund seiner religiösen Überzeugung den Vorschriften der gerade ergangenen Verordnung zum Hitlergruß in den Schulen nicht Folge leisten könne. Daraufhin wurde er aufgrund von § 6 des 'Gesetzes zur Wiederherstellung des Berufsbeamtentums' („Vereinfachung der Verwaltung“) vom 7. April 1933 in den Ruhestand versetzt. Am 23. August 1933 besetzte ein Überfallkommando der SA das Haus von Pollatz und verhaftete ihn gemeinsam mit 200 anderen Bürgern aus Klotzsche und dem Nachbarort Hellerau. Pollatz wurde für eine Woche inhaftiert, aber wieder freigelassen, nachdem sich der amerikanische Quäker Richard L. Cary (1886–1933) für ihn eingesetzt hatte. Nach dem Gefängnisaufenthalt beschloss Manfred Pollatz, mit seiner Familie zu emigrieren und stellte einen offiziellen Antrag auf Wohnsitzverlegung in die Niederlande, dem stattgegeben wurde. Die Familie verkaufte ihr Haus in Klotzsche und zog am 31. Januar 1934 nach Haarlem in Holland, wo Manfred Pollatz in Westerhoutpark 14 ein neues Haus erwarb.

## Zufluchtstätte für jüdische Kinder
In ihrem Haarlemer Haus richteten Lili und Manfred Pollatz in den folgenden Jahren ein Heim mit einer kleinen Schule für Flüchtlingskinder aus Deutschland ein. In erster Linie nahmen sie dort sog. Halbjuden auf, um die sich in den Niederlanden speziell die Quäker kümmerten, da sich sonst keine andere Hilfsorganisation für diese zuständig fühlte. Den Unterricht erteilten hauptsächlich Manfred und Lili Pollatz, unterstützt von ihrem Sohn Karl Heinz und von einigen Haarlemer Dozenten. Niederländisch wurde unterrichtet, Unterrichtssprache war aber Deutsch. Die Flüchtlingskinder waren intensiv in die Haus- und Gartenarbeit und die Versorgung der gesamten Gemeinschaft eingebunden, die ansonsten vor allem von den drei Töchtern bewältigt wurde. Seit Februar 1940 war die Pollatzsche Wohnung nach der niederländischen Fremdenverordnung als Aufenthaltsort für Ausländer anerkannt und nach der Besetzung durch die Deutschen wurden ihnen vereinzelt auch heimatlose Kinder offiziell zugewiesen. Finanziert wurde das Heim durch die Pension, die Manfred Pollatz noch bis 1938 erhielt, durch finanzielle Zuwendungen englischer und amerikanischer Quäkerorganisationen und durch private Spenden, etwa des holländischen Bankiers Eduard Vis. Die finanzielle Decke war aber vor allem nach dem Ausbleiben der Pension so dünn, dass die Familie und die dort untergebrachten Kinder zeitweise Hunger litten.
Bis zur deutschen Okkupation besuchte das Ehepaar Pollatz regelmäßig Deutschland und unmittelbar nach dem Novemberpogrom 1938 konnte Manfred Pollatz noch jüdischen Verfolgten in Nürnberg, Leipzig und Duisburg helfen. Nach der Besetzung durch die Deutschen bot das Pollatzsche Haus dann Zuflucht für niederländische Widerständler. Manfred und Lili Pollatz verbreiteten deren Schriften und – nachdem 1941 der Aufenthalt von Juden im niederländischen Küstengebiet verboten worden war und die zu diesem Zeitpunkt noch in ihrem Haus untergebrachten deutschen Kinder das Heim hatten verlassen müssen – nahmen sie stattdessen Babys und Kleinkinder von niederländischen Juden auf, die nach Deutschland deportiert worden waren. Insgesamt zehn holländische jüdische Kinder im Alter von zwei Monaten bis drei Jahren wurden von der Familie Pollatz versteckt. Von den 28 namentlich bekannten deutsch-jüdischen Kindern, die zuvor Zuflucht in dem Pollatzschen Heim gefunden hatten, überlebten 23 die NS-Zeit. Die Babys und Kleinkinder überlebten alle, obwohl zwei von ihnen bei der Verhaftung von Manfred Pollatz am 14. Mai 1943 mit ihm gemeinsam deportiert worden waren. Doch gelang es, diese beiden Kinder mit Hilfe des niederländischen Widerstands später wieder zu befreien.

## KZ-Haft
Manfred Pollatz wurde am 14. Mai 1943 verhaftet und verbrachte insgesamt 18 Monate in Haft. Er kam zunächst vom 15. Mai bis August 1943 in ein Gefängnis in Amsterdam-Süd, anschließend war er von August 1943 bis zum 24. Mai 1944 im Konzentrationslager Herzogenbusch (niederländisch Kamp Vught) inhaftiert und wurde schließlich am 25. Mai 1944 in das KZ Dachau überstellt. Sein Sohn, Karl Heinz Pollatz, der Medizin studierte und auf Druck des Sicherheitsdienstes (SD) seit 1941 Mitglied einer studentischen Sanitätskompanie in Münster war, hatte nach der Absolvierung seiner Ausbildung eigentlich untertauchen wollen, verhandelte nun aber mit dem SD über die die Freilassung seines Vaters und erreichte diese schließlich, in dem er sich als Arzt an die Ostfront meldete. Manfred Pollatz wurde daraufhin tatsächlich am 6. Oktober 1944 aus Dachau entlassen und Karl Heinz Pollatz, von dem die Familie eine letzte Nachricht im Januar 1945 erhielt, ist wahrscheinlich bei den Kämpfen im Weichselbogen (Warschau/Radom) gefallen. Die Tragik, dass ausgerechnet der Sohn des Mannes, der noch 1937 als einziges Mitglied der deutschen Quäker dafür plädiert hatte, dass ein Quäker auch bei großem äußeren Druck unter keinen Umständen Dienst in der Wehrmacht leisten dürfe, als Soldat im Zweiten Weltkrieg gefallen war und dies, um seinen Vater zu retten, überschattete bis zum Ende das Leben der gesamten Familie.

## Nachkriegszeit
Im Februar/März 1945 war das Pollatzsche Haus in Haarlem von der Besatzungsmacht beschlagnahmt und die Familie mit den verbliebenen Pflegekindern noch kurz vor dem Ende des Krieges aus dem Haus vertrieben worden. Weniger als ein Jahr nach Kriegsende starb Lili Pollatz am 1. März 1946.
1946 arbeitete die Familie zunächst für das europäische Hilfswerk der amerikanischen Quäker; das ehemalige Heim war jetzt Depot und Verteilungsstelle, und Pollatz engagierte sich in den folgenden Jahren auch bei der Organisation für Erholungsreisen für Kinder aus West- und Ostdeutschland. Im Juni 1946 beantragten Pollatz und seine drei Töchter die niederländische Staatsangehörigkeit und auch seine deutsche Pension wurde ihm 1953 wieder zugesprochen. Eine Rückkehr nach Deutschland kam für ihn und seine Töchter nicht in Frage.
In den 1950er Jahren bot sich Manfred Pollatz im Künstlerischen ein neues Tätigkeitsfeld. So übersetzte er beispielsweise Kunstkalender ins Deutsche und verfasste Beiträge für Lehrfilme. 1962 war er maßgeblich an der großen Franz-Hals-Ausstellung in Haarlem beteiligt, für die er auch als Übersetzer wirkte. Am 8. September 1964 starb Manfred Pollatz im Alter von 77 Jahren nach einem Herzinfarkt auf dem Duisburger Bahnhof auf dem Heimweg nach Haarlem.

## Werke (Auswahl)
- John Woolman: Für die Armen! Ein Ruf nach Gerechtigkeit. Eine Quäkerbotschaft von der sozialen Pflicht (übersetzt und eingeleitet von Lili und Manfred Pollatz), Berlin-Lübars 1931.
- Manfred Pollatz: Das innere Licht. In: Der Quäker. Monatshefte der deutschen Freunde, VIII, 6, 1931, S. 161–170.
- Manfred Pollatz: Die Antwort des Quäkertums auf die Fragen der Gegenwart. In: Der Quäker, IX, 5, 1932, S. 141–144.
- Manfred Pollatz: Gibt es ein Recht auf das Leben des anderen? In: Der Quäker, XI, 6, 1934, S. 163–165.
- William Axling: Kagawa (übersetzt von Manfred und Lili Pollatz), 1. Auflage, Bad Pyrmont 1939; 2. Auflage Bad Pyrmont 1946.
- Manfred Pollatz: John Woolman. Von der schöpferischen Kraft der Persönlichkeit (Richard L. Cary Vorlesung), Bad Pyrmont 1951.

## Ehrungen
- 2013 wurden Manfred und Lili Pollatz von dem Staat Israel als Gerechte unter den Völkern geehrt.[1]

- Auf Initiative von Isobel Wijnberg wurde am 4. Mai 2014 vor dem Haus der Familie Pollatz in Haarlem, Westerhoutpark 14, eine Gedenktafel angebracht, die an ihren Einsatz für die Rettunge jüdischer Kinder, ihre Opferbereitschaft und ihren Mut erinnern soll.[2]